# نبرد خکیکره
نبرد خَکیکِره (عربی: معركة خكيكرة) یک نبرد دریایی بود که در مارس ۱۸۱۱ در جنوب خلیج فارس رخ داد. در یک سوی این نبرد نیروهای بحرین (به رهبری عبدالله بن احمد آل خلیفه) و کویت (به رهبری جابر اول الصباح) قرار داشتند و در سوی دیگر، امارت دریه (یا اولین دولت سعودی) به رهبری رحمه بن جابر الجلهمی، حاکم دزدان دریایی دَمام و برخی از روستاهای قطر قرار داشتند. این نبرد در شمال غرب قطر رخ داد و با پیروزی بحرین و کویت به پایان رسید.

## پیش‌زمینه
ملک سعود بن عبدالعزیز بن محمد بن سعود نامه‌ای به ابن جابر نوشت و به او دستور داد تا تهاجمی را برای تلافی کردن این امر که خاندان خلیفه دیگر سلطه سعودی را نمی‌پذیرند، تدارک ببینند. برای این منظور، پادشاه سپاهیان تابع خود را از نجد، احساء و قطیف و ناوگانی متشکل از ۶۰ کشتی گسیل داشت. آل خلیفه با آگاهی از این موضوع از الصباح برای دفع تهاجم یاری خواست.

## نبرد
ابن جابر متوجه شد که نیروهای کمکی برای انجام وظیفه ناکافی است و می‌خواست عقب‌نشینی کند، اما ابن عفیسان، فرماندار پیشین سعودی و امیر اسمی بحرین مانع از این کار شد؛ بنابراین، ناوگان ابن جابر به سمت الخویر حرکت کرد و در آنجا با وجود کشتن ۱۰۰۰ سرباز بحرینی و کویتی، از جمله دو افسر به نام‌های دوائج بن صباح الصباح و راشد بن عبدالله بن احمد آل خلیفه، به اسارت گرفته‌شدند.
ابن جابر ۳۰۰ سرباز خود را از دست داد و برای دفاع از دیریه در برابر لشکریان عثمانی که از ینبع در دریای سرخ به غرب حجاز حمله کرده‌بودند، ناچار به عقب‌نشینی شد.

## کشتی‌سوزی
عثمان بن بشر، مورخ اصلی روزگار اولیه جنبش وهابی، در کتاب خود در سال ۱۸۵۳ می‌نویسد که برخی از کشتی‌های طرفین در ماه ربیع الاول در دریا در نزدیکی بحرین با یکدیگر برخورد کردند و سپس کشتی‌ها آتش گرفت و بسیاری از مردم سوختند و غرق شدند. در این جنگ بیش از هزار نفر از مردم بحرین و پیروان آنها از جمله دوائج بن صباح، حاکم کویت و نیز راشد بن عبدالله بن حمد آل خلیفه و دیگر بزرگان کشته شدند.